# Acacia stricta
Acacia stricta — вид квіткових рослин з родини бобових. Ареал: Австралія (Новий Південний Уельс, Квінсленд, Південна Австралія, Тасманія, Вікторія).

## Середовище
Цей вид росте на піску або піщаній глині в евкаліптових лісах або лісистій місцевості, або на відкритих чагарниках з вересовим підліском, часто на вологих місцях.

## Біоморфологічна характеристика
Це кущ або прямовисне дерево (1–5 метрів), часто в'юнке, з блідо-жовтими або білими квітками, що цвітуть з липня по жовтень.

## Використання
Цей вид використовується в культурі.